# Nobuo Hara
Nobuo Tsukahara, beter bekend als Nobuo Hara (Japans: 原 信夫, Hara Nobuo) (Toyama, 19 november 1926 – Tokio, 21 juni 2021) was een Japanse jazzsaxofonist en bigbandleider in de swing.

## Biografie
Hara speelde in 1943 in een band van de Japanse marine en na de Tweede Wereldoorlog in een club voor Japanse officieren. In 1952 richtte hij de bigband Sharps and Flats op, een band die hij tot in het begin van de 21ste eeuw leidde en die een grote rol speelde in het populair worden van de jazz in Japan. Met de groep nam hij veel op en trad hij bijvoorbeeld op tijdens het Newport Jazz Festival. Sharps and Flats begeleidde Chiemi Eri en talloze bezoekende (vooral Amerikaanse) topsterren, waaronder Miles Davis, Quincy Jones, Count Basie, Perry Como, Diana Ross, Nat King Cole en Sarah Vaughan. Musici die erin speelden waren o.m. Norio Maeda, Shotaro Moriyasu en Akitoshi Igarashi. De band won veel polls van het blad Swing Journal. Van november 2008 tot februari 2010 hield de bigband een afscheidstournee.
Hara overleed op 21 juni 2021 in een ziekenhuis in Tokyo aan een longontsteking.

## Referentie
- Yozo Iwanami, "Nobuo Hara". The New Grove Dictionary of Jazz. 2de editie.

- CiNii: DA18755285
- International Standard Name Identifier: 0000 0000 4601 824X
- Library of Congress Control Number: no98028783
- MusicBrainz: e4207dc5-84d6-49d7-aea0-18569a5ebfc5
- Bibliotheek van het Japanse parlement: 01171421
- Virtual International Authority File: 29145307
- WorldCat: E39PBJqk3BVvHdhQjg689x4Xh3